# Mika Felix
Mikaele Felix (Nueva Zelanda, 12 de septiembre de 2001), más conocido como Mika Felix, es un jugador profesional neozelandés de rugby que se desempeña en la posición de pilar izquierdo en Anthem Rugby Carolina, equipo perteneciente a la liga Major League Rugby.

## Carrera
Felix hizo su debut como profesional con el equipo Chicago Hounds, después pasó a Anthem Rugby Carolina, disputando su segunda temporada en la Major League Rugby.